# Euthysanius wagneri
Euthysanius wagneri là một loài bọ cánh cứng trong họ Cebrionidae. Loài này được Van Dyke miêu tả khoa học năm 1943.